# Huixi (köpinghuvudort i Kina, Zhejiang Sheng, lat 28,96, long 121,21)
Huixi (kinesiska: 汇溪, 汇溪镇, 浚头) är en köpinghuvudort i Kina. Den ligger i provinsen Zhejiang, i den östra delen av landet, omkring 180 kilometer sydost om provinshuvudstaden Hangzhou. Antalet invånare är 9 388. Befolkningen består av 4 723 kvinnor och 4 665 män. Barn under 15 år utgör 14,0 %, vuxna 15-64 år 64 %, och äldre över 65 år 21,0 %.
Runt Huixi är det tätbefolkat, med 411 invånare per kvadratkilometer. Närmaste större samhälle är Gucheng, 15,4 km sydväst om Huixi. I omgivningarna runt Huixi växer i huvudsak blandskog.
Genomsnittlig årsnederbörd är 2 144 millimeter. Den regnigaste månaden är augusti, med i genomsnitt 395 mm nederbörd, och den torraste är januari, med 73 mm nederbörd.